# Achada dos Aparícios
Achada dos Aparícios é um sítio povoado da freguesia da Serra de Água, concelho da Ribeira Brava, Ilha da Madeira.